# Grubea gracilis
Grubea gracilis är en ringmaskart som beskrevs av Hartmann-Schröder 1960. Grubea gracilis ingår i släktet Grubea och familjen Syllidae. Inga underarter finns listade i Catalogue of Life.